# Friedrich Adolph August Struve

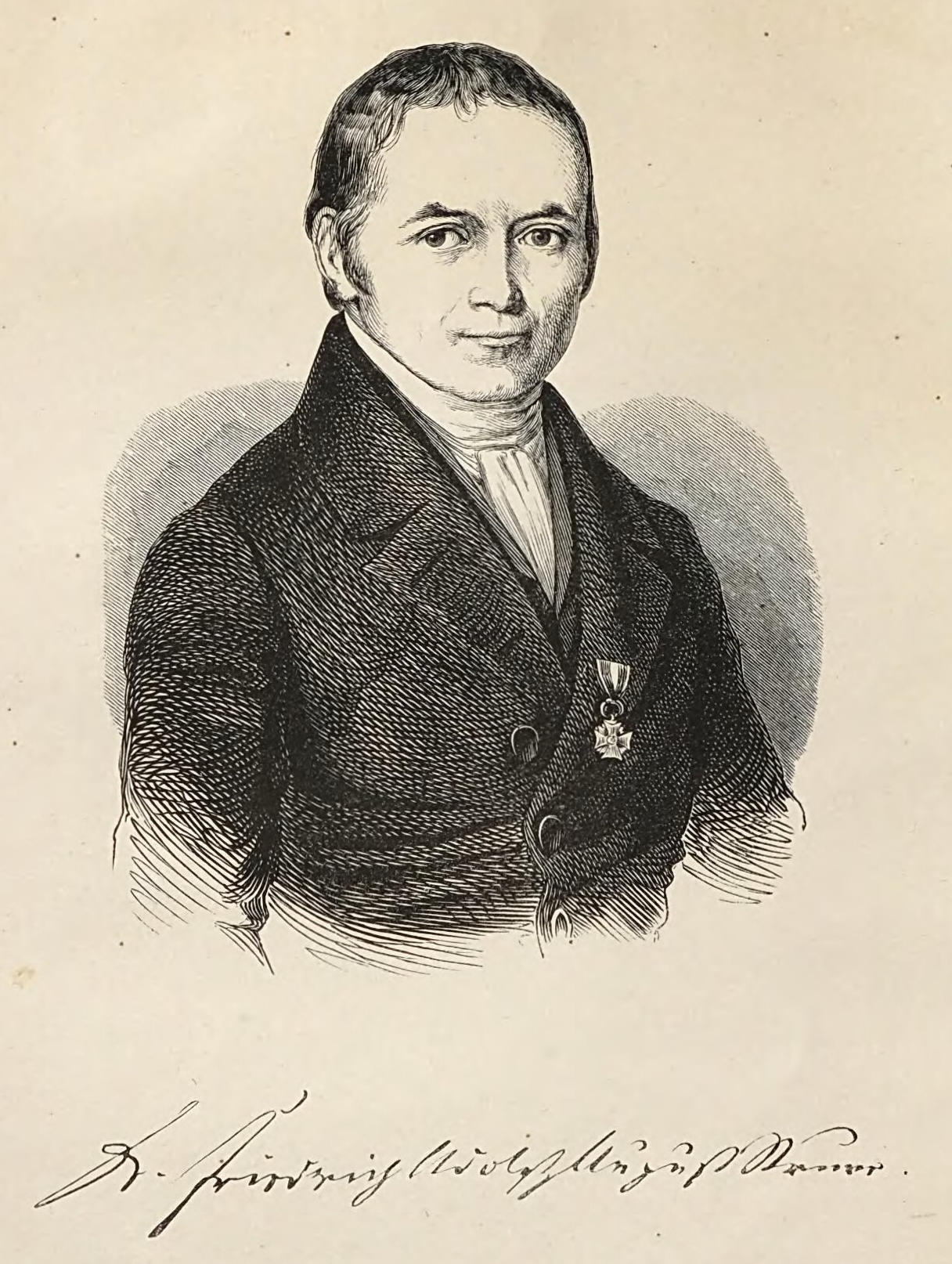
Brustbild Struves mit Orden und faksimilierter Unterschrift;
Frontispiz in der 1853 erschienenen Monografie Die Struve'schen Mineralwasser-Anstalten

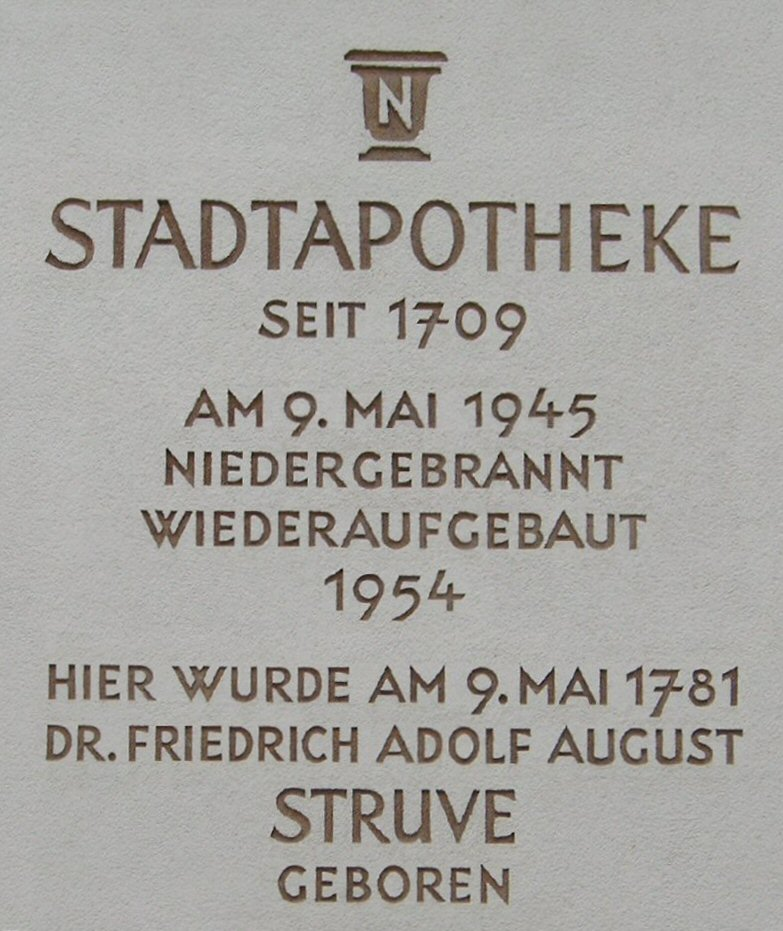
Inschrift an der Neustädter Stadtapotheke

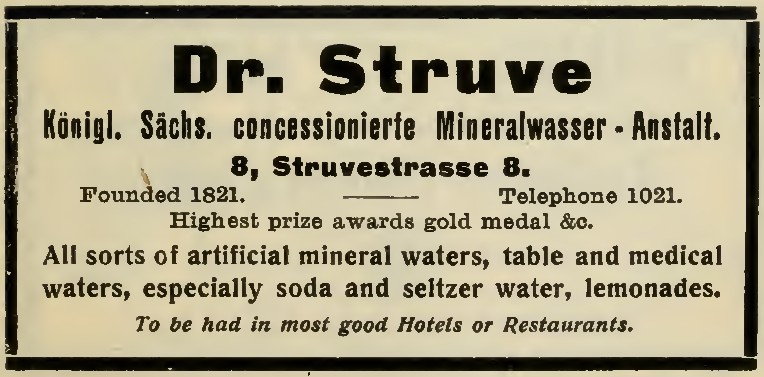
Werbung für Mineralwasser der Dr. Struve Königlich-Sächsischen konzessionierten Mineralwasser-Anstalt von 1910

Friedrich Adolph August Struve (* 9. Mai 1781 in Neustadt in Sachsen; † 29. September 1840 in Berlin) war ein deutscher Arzt und Apotheker.

## Leben
Bereits Vater und Großvater waren Ärzte. Der 1743 in Sankt Petersburg gestorbene Großvater Ernst Gotthold Struve war Leibarzt des Herzogs Ulrich von Holstein-Gottorp, dem späteren Zaren Peter III.
Nachdem Struve die Fürstenschule St. Afra in Meißen absolviert hatte, begann er ein Medizinstudium an den Universitäten Leipzig und Halle, das er erfolgreich mit einer Promotion abschloss. Anschließend unternahm er eine Studienreise durch Österreich mit einem längeren Aufenthalt in Wien.
1803 kehrte er zurück und ließ sich als Arzt in Neustadt bei Stolpen nieder. Zwei Jahre später heiratete er in Dresden die Nichte des Apothekers Bredemann, Besitzer der Salomonis-Apotheke am Dresdner Neumarkt 8, die er 1806 übernahm. Seine erste Frau starb bereits 1807 mit 19 Jahren. Mit seiner aus Mittweida stammenden zweiten Frau Amalie Sophie Dietze (1785–1860) hatte er fünf Kinder.
Aufgrund einer Vergiftungserkrankung, die er sich bei Versuchen mit Blausäure zugezogen hatte, beschäftigte er sich mit der Herstellung von künstlichem Mineralwasser. Nach mehreren Aufenthalten in Karlsbad und Marienbad eröffnete Struve 1821 in der Dresdner Seevorstadt die erste Trinkkuranstalt (Struve’s Brunnen Anstalt). Dabei tat er sich mit dem Berliner Apotheker Conrad Heinrich Soltmann zusammen. In Berlin, Köln, Leipzig, Kiew, Königsberg, Moskau, Sankt Petersburg und Warschau sowie im englischen Seebad Brighton entstanden bald weitere Filialen.

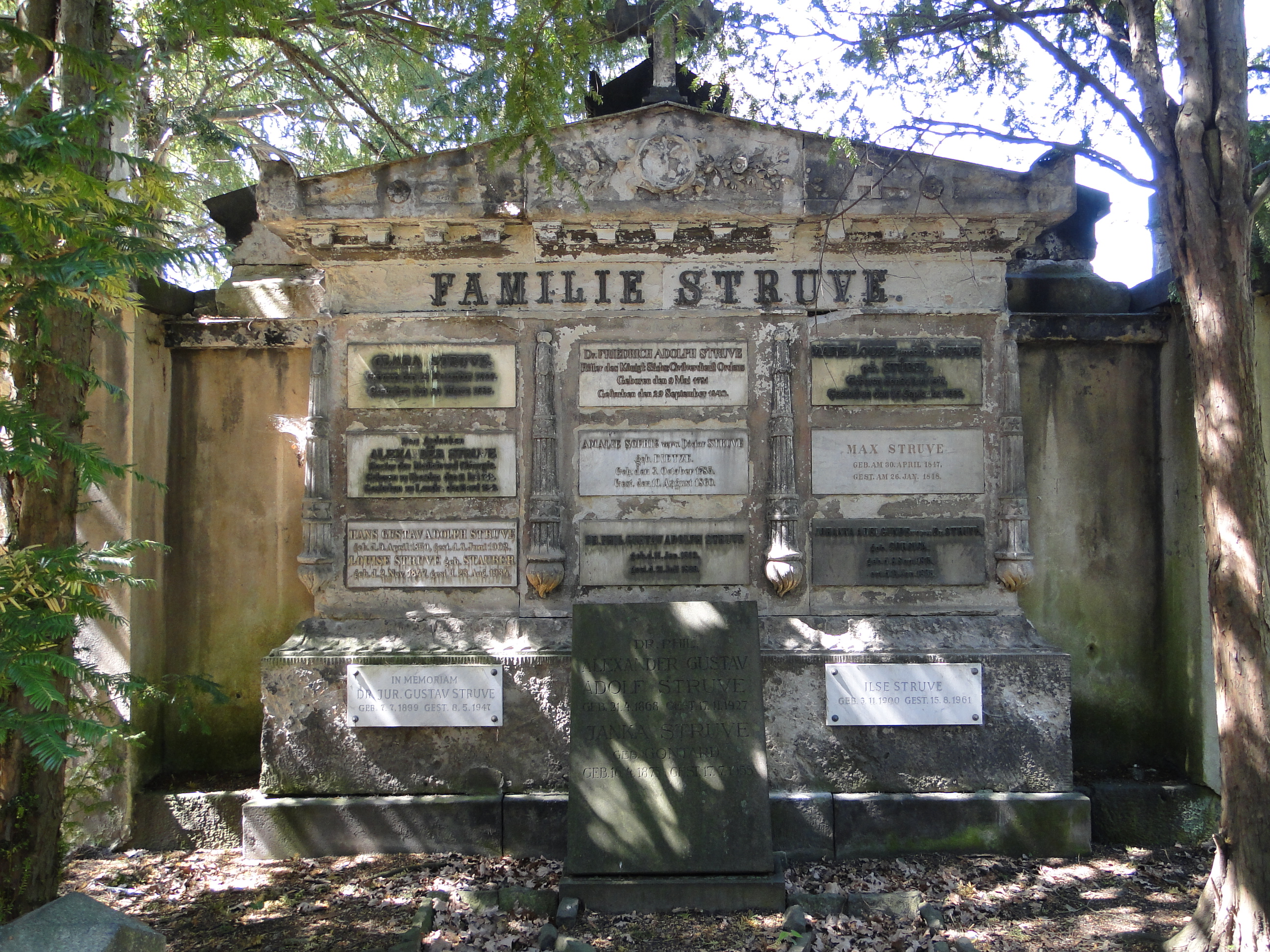
Struves Grab auf dem Dresdner Trinitatisfriedhof

Für seine Verdienste beim Bau und Betreiben der Mineralwasser-Trinkanstalten wurde er 1823 vom sächsischen König zum Ritter des Königlich-Sächsischen Civilordens ernannt.
Im September 1830 spielte Struve während des Aufstands in Dresden eine bedeutende Rolle. Er engagierte sich danach sehr stark kommunalpolitisch. Von 1833 bis zu seinem Tod war er stellvertretender Abgeordneter, ab 1837 Abgeordneter der Stadt Dresden in der II. Kammer des Sächsischen Landtags.
Im Alter von 59 Jahren starb Friedrich Adolph August Struve am 29. September 1840 in Berlin bei seiner jüngsten Tochter Maria Theresia, die mit dem Mediziner Friedrich Wilhelm August Vetter verheiratet war. Er wurde auf dem Dresdner Trinitatisfriedhof im Familiengrab Struve beigesetzt. Nach seinem Tod übernahm sein Sohn Gustav Adolph Struve die „Königlich Sächsische concessionierte Mineralwasseranstalt“ sowie die Salomonisapotheke in Dresden.
Das künstliche Mineralwasser ist die wissenschaftlich exakte Nachbildung des natürlichen Mineralwassers durch Struve. Als Wissenschaftler stellte er eine Theorie zur Entstehung der natürlichen Mineralwässer durch Auslaugung vulkanischer Gesteine auf und widerlegte Theorien, die das Wirken übernatürlicher Kräfte annahmen.
Nach der geltenden Trinkwasserverordnung dürfen künstliche Mineralwässer nach Struve nicht mehr als solche bezeichnet werden, da sie als Heilmittel unter das Arzneimittelgesetz mit seinen strengen Regeln fallen. Mineralwässer dürfen nicht durch Zusätze verändert werden. Die Struveschen Wässer wurden deshalb Tafel- oder Sodawässer genannt und in Dresden noch bis 1969 hergestellt.
Der Arzt und Schriftsteller August Wilhelm Hedenus war sein Schwiegersohn.

## Werke
- Über die Nachbildung der natürlichen Heilquellen, 1824–1826 Digitalisat